# 제2대 통일주체국민회의 대의원 선거
대한민국 제2대 통일주체국민회의 대의원 선거는 통일주체국민회의의 제2대 대의원들을 선출하기 위해 1978년 5월 18일에 실시된 선거이다.

## 결과
|      | 의석수 | 투표수(율)         | 유효 투표수        |
| ---- | ------ | ------------------ | ------------------ |
| 서울 | 391    | 2,754,086 (67.8%)  | 2,665,140 (96.8%)  |
| 부산 | 145    | 942,148 (77.1%)    | 919,727 (97.6%)    |
| 경기 | 319    | 1,634,742 (78.2%)  | 1,593,630 (97.5%)  |
| 강원 | 151    | 764,857 (86.9%)    | 746,432 (97.6%)    |
| 충북 | 131    | 577,877 (87.0%)    | 562,148 (97.3%)    |
| 충남 | 235    | 1,068,658 (83.4%)  | 1,038,174 (97.1%)  |
| 전북 | 203    | 905,394 (84.9%)    | 876,166 (96.8%)    |
| 전남 | 312    | 1,402,831 (81.5%)  | 1,356,531 (96.7%)  |
| 경북 | 379    | 1,833,990 (84.4%)  | 1,790,763 (97.6%)  |
| 경남 | 290    | 1,255,860 (83.0%)  | 1,223,490 (97.4%)  |
| 제주 | 27     | 178,633 (86.9%)    | 173,977 (97.4%)    |
| 계   | 2,583  | 13,319,076 (78.9%) | 12,946,178 (97.2%) |

입후보 경쟁률은 2.16대 1로 6년 전보다 하락했다. 또한 초대 대의원 중 67%만이 재선에 도전했다. 다만 기업인 대의원들은 상당수가 재출마했다.
조중훈 전경련 부회장, 김인득 한국스레트 사장, 구자경 럭키화학 사장, 김종희 한국화약 사장, 남궁련 극동해운 사장, 곽상훈 전 민의원의장, 강대진 영화감독, 김일환 전 교통부 장관, 김한수 한일합섬 사장, 이춘기 전 의원, 기세풍 전 의원, 박영수 전 부산시장, 이창근 전 강원도지사, 이기세 전 충청남도지사, 박윤종 전 광주시장, 김연주 전 남북적십자회담 수석대표, 배우 이대엽, 배우 이수련, 가수 김상규, 아나운서 강영숙 등이 출마 혹은 재출마해 당선되었다. 신중목 전 농림부 장관과 엄대섭 전 의원, 김윤기 전 건설부 장관 등은 낙선했다.

## 활동
제2대 국민회의 대의원들의 임기는 1978년 7월 11일 0시를 기해 개시되었으나, 개회 및 취임 선서는 7월 6일에야 이루어졌다.

### 제1차 회의: 제9대 대통령 선거 및 정부 보고
제2대 통일주체국민회의는 1978년 7월 6일과 7일 이틀 간 제1차 회의를 열고 첫째 날인 6일 개회식과 대통령 선거를 진행하였으며, 둘째 날인 7일에는 박동진 외무부 장관과 이용희 통일원 장관으로부터 안보·외교 정세와 통일 정책에 대한 정부 측 보고를 청취하고 대의원 49명의 발의로 정부의 평화통일 노력을 지지하고 뒷받침한다는 내용의 결의문을 채택했다.
대의원 정원 2,583석 중 2석이 공석이 되어 당시 재적 대의원 수는 2,581명이었으며, 당선 요건은 1,291표였다. 대의원 507명의 추천으로 단독 입후보한 박정희 대통령은 2,577표를 득표해 제9대 대통령에 재선되었다.
대통령 선거에 앞서 박정희 대통령은 국민회의 운영위원 50명을 지명하였는데, 초대 국민회의 내내 운영위원장을 맡은 곽상훈 대의원은 이번에도 운영위원 및 운영위원장에 임명되었다.
| 후보   | 표수  | %    | 비고 |
| ------ | ----- | ---- | ---- |
| 박정희 | 2,577 | 99.8 | 당선 |
| 무효   | 1     | 0.0  |      |
| 기권   | 3     | 0.1  |      |
| 재적   | 2,581 | 100  |      |

#### 지역별 결과
| 지역 | 박정희 | 무효 | 기권 | 재적  |
| ---- | ------ | ---- | ---- | ----- |
| 서울 | 389    | 0    | 2    | 391   |
| 부산 | 145    | 0    | 0    | 145   |
| 경기 | 319    | 0    | 0    | 319   |
| 강원 | 151    | 0    | 0    | 151   |
| 충북 | 131    | 0    | 0    | 131   |
| 충남 | 234    | 0    | 0    | 234   |
| 전북 | 203    | 0    | 0    | 203   |
| 전남 | 312    | 0    | 0    | 312   |
| 경북 | 377    | 1    | 0    | 378   |
| 경남 | 289    | 0    | 1    | 290   |
| 제주 | 27     | 0    | 0    | 27    |
| 계   | 2,577  | 1    | 3    | 2,581 |

### 제2차 회의: 제3기 간선 국회의원 선거
1978년 12월 21일, 통일주체국민회의는 제10대 국회 전반기 유신정우회 의원들을 선출하였다. 2,581명 중 2,573명의 대의원이 출석하여 통과에 필요한 득표수는 출석 대의원의 과반인 1,287표였다. 서울에서 남궁연, 조덕현 등 2명, 전북에서 소계영, 강덕원 등 2명, 경북에서 김용환, 박용돌, 강영진 등 3명, 경남의 황상두 등 총 8명의 대의원이 불참했다.
|      | 찬성  | 반대 | 무효 | 투표수 | 불참 | 재적 대의원수 |
| ---- | ----- | ---- | ---- | ------ | ---- | ------------- |
| 서울 | 376   | 9    | 4    | 389    | 2    | 391           |
| 부산 | 143   | 1    | 1    | 145    | 0    | 145           |
| 경기 | 319   | 0    | 0    | 319    | 0    | 319           |
| 강원 | 149   | 2    | 0    | 151    | 0    | 151           |
| 충북 | 130   | 1    | 0    | 131    | 0    | 131           |
| 충남 | 229   | 4    | 1    | 234    | 0    | 234           |
| 전북 | 200   | 1    | 0    | 201    | 2    | 203           |
| 전남 | 310   | 1    | 1    | 312    | 0    | 312           |
| 경북 | 373   | 2    | 1    | 376    | 3    | 379           |
| 경남 | 284   | 2    | 2    | 288    | 1    | 289           |
| 제주 | 26    | 0    | 1    | 27     | 0    | 27            |
| 합계 | 2,539 | 23   | 11   | 2,573  | 8    | 2,581         |

### 제3차 회의: 제10대 대통령 보궐 선거
박정희 대통령의 사망으로 궐위된 제9대 대통령의 잔여 임기를 채우기 위한 대통령 보궐 선거가 1979년 12월 6일 실시되었다. 후보로는 대의원 827인의 추천을 받은 최규하 국무총리 및 대통령 권한대행이 단독으로 입후보하였다. 이 당시 재적 대의원 수는 2,560명으로, 당선 요건은 1,281표였다.
| 후보   | 표수  | %    | 비고 |
| ------ | ----- | ---- | ---- |
| 최규하 | 2,465 | 96.3 | 당선 |
| 무효   | 84    | 3.3  |      |
| 기권   | 11    | 0.4  |      |
| 재적   | 2,560 | 100  |      |

### 제4차 회의: 제11대 대통령 보궐 선거
최규하 대통령의 하야로 궐위된 제10대 대통령의 잔여 임기를 채우기 위한 대통령 보궐 선거가 1980년 8월 27일 실시되었다. 후보로는 대의원 737인의 추천을 받은 전두환 국가보위비상대책위원장이 단독으로 입후보하였다. 이 당시 재적 대의원 수는 2,540명으로, 당선 요건은 1,271표였다.
| 후보   | 표수  | %    | 비고 |
| ------ | ----- | ---- | ---- |
| 전두환 | 2,524 | 99.4 | 당선 |
| 무효   | 1     | 0.0  |      |
| 기권   | 15    | 0.6  |      |
| 재적   | 2,540 | 100  |      |

## 같이 보기
- 제4공화국
- 제5공화국
- 박정희
- 최규하
- 장충체육관
- 초대 통일주체국민회의 대의원 선거